# Raven (zespół muzyczny)
Raven – brytyjski zespół heavymetalowy, założony w 1974 w Newcastle upon Tyne.

## Skład
- John Gallagher – wokal, bas
- Mark Gallagher – gitara
- Joe Hasselvander – perkusja

### Poprzedni członkowie
- Paul Bowden – gitara (1975-1979)
- Pete Shore – gitara (1979-1980)
- Paul Sherrif – perkusja (1975-1976)
- Mick Kenworthy – perkusja (1976-1977)
- Sean Taylor – perkusja (1977-1979)
- Rob "Wacko" Hunter – perkusja (1979-1988)

## Dyskografia
- Rock Until You Drop (1981)
- Wiped Out (1982)
- All For One (1983)
- Live at the Inferno (album koncertowy, 1984)
- The Devil Carrion (kompilacja, 1985)
- Pray For The Sun (EP, 1985)
- Stay Hard (1985)
- Mad (EP, 1986)
- The Pack is Back (1986)
- Life's A Bitch (1987)
- Nothing Exceeds Like Excess (1988)
- Architect of Fear (1991)
- Heads Up (EP, 1992)
- Mind Over Metal (kompilacja, 1993)
- Glow (1994)
- Destroy All Monsters/Live in Japan (album koncertowy, 1995)
- Everything Louder (1997)
- Raw Tracks (kompilacja, 1999)
- One For All (2000)